# Estação Ferroviária de Castelo Novo
A Estação Ferroviária de Castelo Novo (nome anteriormente grafado como "Castello") é uma interface ferroviária da Linha da Beira Baixa, que serve a aldeia de Castelo Novo, no concelho de Fundão, em Portugal.

## Descrição

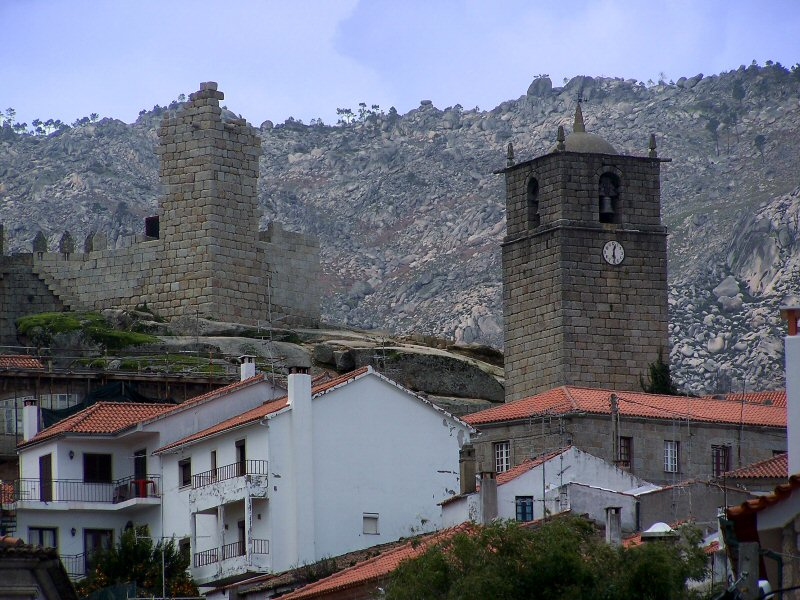
Castelo Novo, a 4 km da estação.

### Localização e acessos
A estação localiza-se no sítio das Gândaras de Baixo, distante cerca de quatro quilómetros da povoação nominal.

### Infraestrutura
Esta interface apresenta quatro vias de circulação (I, IIA, IA e I+IA) comprimentos entre 605 e 189 m de extensão, duas delas (I e IIA) e acessíveis por plataforma de 150 m de comprimento e 685 mm de altura; existe ainda uma via secundária, identificada como III, com comprimento de 121 m que está apenas eletrificada num terço desta extensão, estando as restantes vias eletrificadas em toda a sua extensão. Esta configuração constitui um Ramal de Estação centrado ao PK 124+34 e gerido pela Infraestruturas de Portugal, com tipologia «Linhas de Carga/Desc. DPF». O edifício de passageiros situa-se do lado noroeste da via (lado esquerdo do sentido ascendente, para Guarda).

### Serviços
Em dados de 2023, esta interface é servida por comboios de passageiros da C.P. de tipo regional, com quatro circulações diárias em cada sentido entre Castelo Branco ou Entroncamento ou Lisboa - Santa Apolónia e Guarda ou Covilhã.

## História

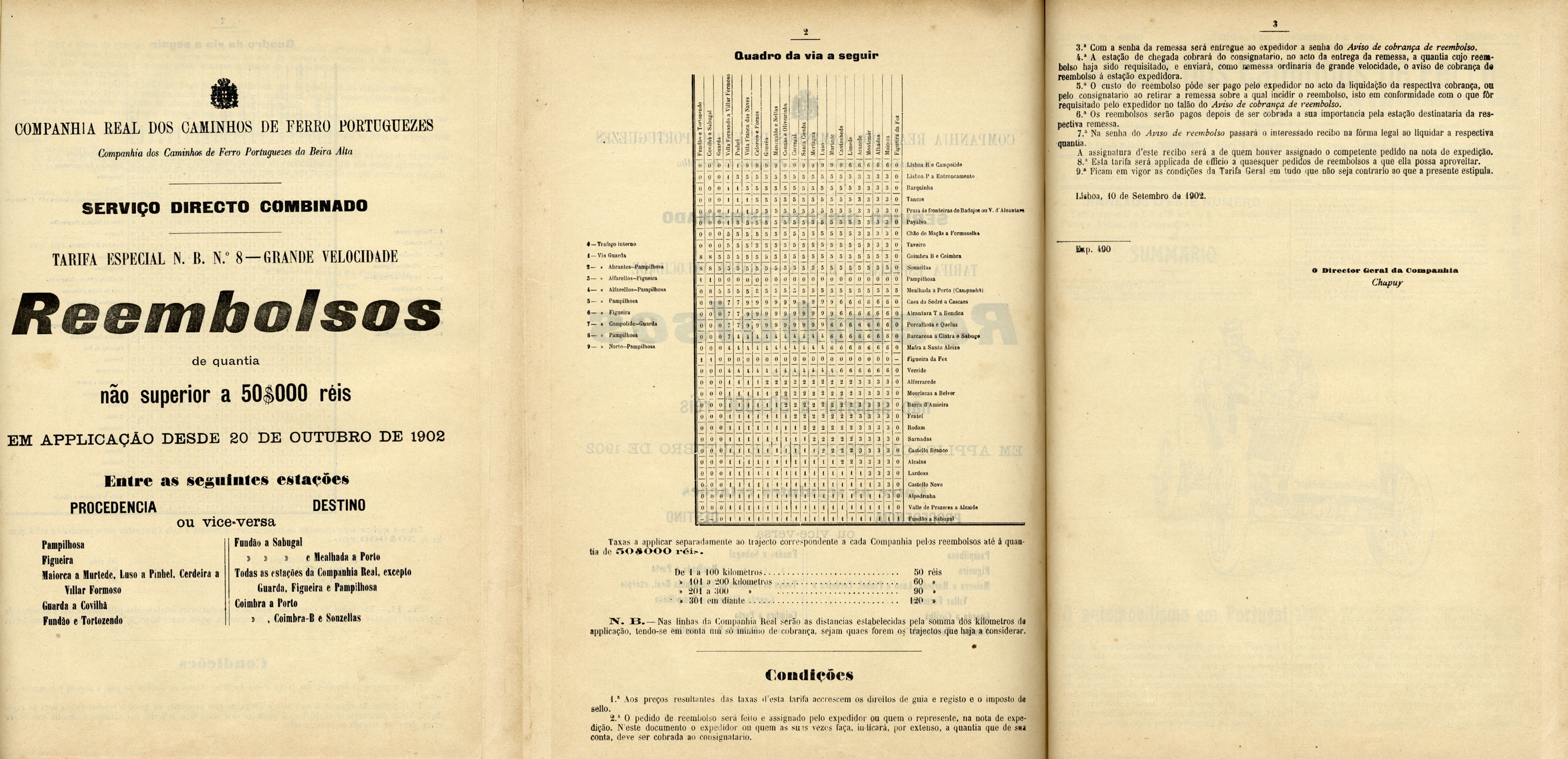
Anúncio de 1902 das Companhias Real e da Beira Alta, relativo à tarifa especial n.º 8. Esta interface surge com a denominação original, Castello Novo.

Situa-se no troço entre Abrantes e Covilhã da Linha da Beira Baixa, que começou a ser construído nos finais de 1885, e foi aberto à exploração no dia 6 de Setembro de 1891, pela Companhia Real dos Caminhos de Ferro Portugueses.
Em 28 de Maio de 1900, a Companhia Real organizou um comboio especial da Guarda até esta estação, por ser a mais próxima de um dos pontos do país onde melhor se podia observar o eclipse do sol que iria ter lugar nesse dia. Em 1913, existia um serviço de diligências ligando esta interface à povoação de São Fiel.
Em dados publicados em Janeiro de 2011, esta interface possuía duas vias de circulação, com 364 e 316 m de comprimento; as duas plataformas tinham 200 e 114 m de extensão, e 45 cm de altura — valores mais tarde ampliados para os atuais. A empresa Rede Ferroviária Nacional executou um programa de modernização da Linha da Beira Baixa, incluindo o troço entre Castelo Branco e Vale de Prazeres, tendo os trabalhos sido concluídos em Abril de 2011.